# Diethylbenzole
| Gefahrensymbol |

| Gefahrensymbol | Gefahrensymbol |

Die Diethylbenzole bilden in der Chemie eine Stoffgruppe, deren Struktur aus einem Benzolring mit zwei Ethylgruppen (–CH2–CH3) als Substituenten besteht. Durch deren unterschiedliche Anordnung ergeben sich drei Konstitutionsisomere mit der Summenformel C10H14. Sie gehören auch zur Gruppe der C4-Benzole.

## Eigenschaften
Die Siedepunkte der Diethylbenzole sind nahezu gleich. Die Schmelzpunkte unterscheiden sich deutlicher. Das 1,4-Diethylbenzol, das die höchste Symmetrie aufweist, besitzt allerdings nicht den höchsten Schmelzpunkt.